# Даніца Крстіч
Даніца Крстіч (серб. Даница Крстић, нар. 25 листопада 1995, Крагуєваць, Союзна Республіка Югославія) — сербська співачка.
Представляла Сербію на Євробаченні-2018 у складу гурту «Балканика» з піснею «Нова деца» (укр. Нові діти).

## Біографія
Даніца Крстіч народилася 25 листопада 1995 року в Крагуєваці. Закінчила музичну школу «Dr. Miloje Milojević» у Крагуєваці, а також Першу крагуєвацьку середню школу. Навчається на другому курсі музичного факультету в Белграді за спеціальністю етномузикологія. Вона співає з п'яти років, а також у дитинстві займалася баскетболом. Є учасником культурно-мистецького товариства «Абрашевич». Вона співає та любить етнічну музику та хоче зберегти традиційну балканську та сербську спадщину. Даніца Крстіч – амбасадор Фонду «Тіяна Юріч».

## Дискографія
- Suze za kraj (2016)